# Pikku Lumijärvi
Pikku Lumijärvi är en sjö i Pajala kommun i Norrbotten och ingår i Torneälvens huvudavrinningsområde.